# 池本誠司
池本 誠司（いけもと せいじ、1955年 - ）は、日本の弁護士。消費者問題等を専門とし、消費者庁参与や、内閣府消費者委員会委員、埼玉弁護士会会長等を歴任。

## 経歴
1978年明治大学法学部卒業。1982年埼玉弁護士会弁護士登録。専門は消費者問題等で、埼玉弁護士会会長や、日本弁護士連合会消費者問題対策委員会委員長、東京都消費生活対策審議会会長代理、消費者庁参与、経済産業省産業構造審議会商務流通情報分科会割賦販売小委員会委員、内閣府消費者委員会委員、明治大学法学部非常勤講師、明治大学大学院法務研究科非常勤講師、国民生活センター客員講師等を歴任。

## 活動
- 八丁味噌の「地理的表示（GI）」の登録をめぐり、愛知県岡崎市の老舗2社（カクキュー、まるや八丁味噌）と「愛知県味噌溜醤油工業協同組合」の間で対立が発生した問題で[6]、農林水産省は2020年に「『八丁味噌』の地理的表示登録に関する第三者委員会」を設置。池本は同委員会に加わった。2021年3月12日、委員会は、岡崎2社の行政不服審査請求を退ける報告書をまとめた[7][8]。
- 2021年6月10日、消費者庁は第1回「アフィリエイト広告等に関する検討会」を開催。同庁は池本など11人を委員に選出した。池本は、「特商法と比べて景表法は都道府県に対する施行が少ないように感じる。積極的な施行を働きかけてほしい」と、アフィリエイトの広告主にとって厳しい意見を述べた[9]。